# Petr Hladík (Radsportler)

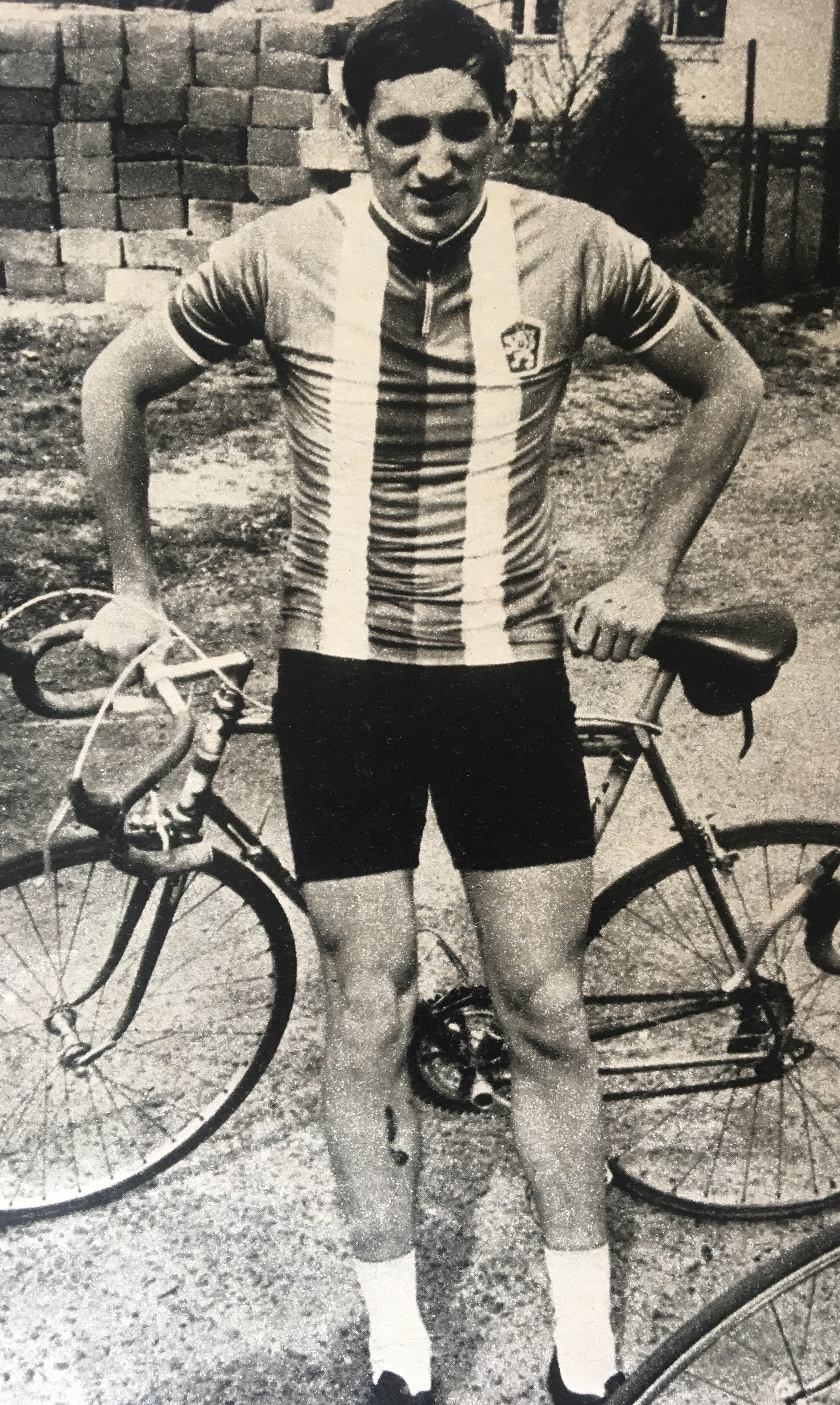
Petr Hladík

Petr Hladík (* 16. März 1948 in Děčín) ist ein ehemaliger tschechoslowakischer Radrennfahrer und nationaler Meister im Radsport.

## Sportliche Laufbahn
Mit 14 Jahren begann er mit dem Radsport, zuerst im Verein Dynamo Děčín und ab 1967 im Verein RH Plzeň. In den Jugendklassen gewann er bereits fünf Meisterschaften in verschiedenen Altersklassen. Ein erster größerer Erfolg war der Gewinn der Friedensfahrt für Junioren 1966. 1967 konnte er Prag–Karlovy Vary–Prag gewinnen, das längste in Europa ausgetragene Amateurrennen über 262 Kilometer, wobei er Jan Smolik im Finale schlug. Im August startete er erstmals im Trikot der Nationalmannschaft bei den UCI-Straßen-Weltmeisterschaften und belegte im niederländischen Heerlen nach einem Sturz den 75. Platz. Hladík gewann 1969 die nationale Meisterschaft im Straßenrennen der ČSSR vor Rudolf Labus. Damit war er erneut für die Weltmeisterschaft qualifiziert und wurde dort 10. im Einzelrennen. 1971 fuhr er die Internationale Friedensfahrt und wurde 41. des Gesamtklassements.
Im Mannschaftszeitfahren konnte er 1973 und 1976 den Titel gewinnen. 1968 war er Teilnehmer der Olympischen Sommerspiele in Mexiko, musste nach einem technischen Schaden am Rad das olympische Straßenrennen aber aufgeben. Er gewann auch Etappen bei Amateur-Landesrundfahrten, so in der Slowakei-Rundfahrt, der Marokko-Rundfahrt, der Österreich-Rundfahrt, im Giro Bergamasco, in der Tour of Scotland, in der Bulgarien-Rundfahrt. 1972 gewann er die Gesamtwertung der Serbien-Rundfahrt. 1974 wurde er bei der DDR-Rundfahrt auf der 7. Etappe: Quer durch den Harz, 134 km, am 6. September 1974 – ebenfalls als Harzrundfahrt gewertet – Sechster und bester tschechoslowakischer Fahrer. In der Österreich-Rundfahrt 1975 kam er auf den 6. Platz der Gesamtwertung. 1976 beendete er seine Laufbahn, nachdem er bei den nationalen Titelkämpfen noch einmal Dritter geworden war.